# شونباخ (زاکسونی)
شونباخ (به آلمانی: Schönbach) یک شهر در آلمان است که در گورلیتس واقع شده‌است. شونباخ ۱٬۳۵۰ نفر جمعیت دارد.